# Joseph Leo Doob
Joseph Leo Doob (27 février 1910 à Cincinnati, Ohio, États-Unis - 7 juin 2004 à Clark-Lindsey Village, Urbana, Illinois, États-Unis) est un mathématicien américain ayant travaillé en analyse et en théorie des probabilités. Il est l'un des fondateurs de la théorie des martingales.

## Biographie
Joseph Leo Doob est le fils de Leo Doob et Mollie Doerfler Doob, installés à New York lorsque Joseph Doob avait 3 ans.
Il obtint une licence (BA) de l'université Harvard en 1930 et une maîtrise (MA) en 1931, puis un doctorat en 1932. Après des études post-doctorales à l'université Columbia et Princeton, il rejoint le département de mathématiques de l'université de l'Illinois en 1935 où il reste jusqu'à sa retraite en 1978. Durant la guerre, il est consultant civil pour la marine américaine à Washington et l'île de Guam.
Joseph Leo Doob s'est marié à Elsie Haviland Field en 1931 et a eu trois enfants.

## Travaux
La thèse de Doob portait sur les fonctions analytiques, sujet sur lequel il reviendra plus tard lorsqu'il prouvera une version probabiliste du théorème de Fatou sur les valeurs au bord des fonctions harmoniques.
Ayant fini sa thèse dans les années qui suivirent la crise de 1929, Doob avait du mal à trouver un emploi. L'un de ses professeurs de l'université Columbia lui suggéra de contacter le statisticien Harold Hotelling qui lui fournit une bourse post-doctorale. À la même époque, Andreï Kolmogorov a posé les fondations axiomatiques de la théorie des probabilités, en la rapprochant de la théorie de la mesure. Doob s'attachera donc à développer des preuves mathématiques rigoureuses de résultats probabilistes. Son premier article probabiliste, Probability and Statistics, contiendra des démonstrations de résultats liés à la loi des grands nombres grâce à une réinterprétation de celle-ci via le théorème ergodique de Birkhoff. Il donna alors une preuve rigoureuse de l'estimateur de maximum de vraisemblance de Fisher utilisé pour estimer les paramètres d'une loi.
Il écrira ensuite une série d'articles sur les fondations des probabilités et sur les processus stochastiques, comme les martingales et les processus stationnaires.
Doob est aussi connu pour son œuvre sur les liens entre la théorie du potentiel et la théorie des martingales, sur lequel il écrira un ouvrage Classical Potential Theory and Its Probabilistic Counterpart de plus de 800 pages durant sa retraite.

## Distinctions et récompenses
- Président de l'Institut de statistique mathématique en 1950
- Président de l'American Mathematical Society en 1963-1964
- Élu à l'Académie américaine des arts et des sciences en 1965
- Membre associé de l'Académie des sciences en 1975.
- National Medal of Science, décernée par le président Jimmy Carter en 1979
- Prix Steele décerné par l'American Mathematical Society en 1984

Le prix Joseph L. Doob a été créé en son honneur en 2009 par l'AMS.

## Publications
- Joseph Leo Doob, 1910-2004, Stochastic Processes and their Applications, 115, p. 1061-1072, 2005.
- J. L. Doob, Stochastic process, Wiley, 1953. Réédité en 1990.  (ISBN 0-471-52369-0)
- J. L. Doob, Measure Theory, Springer, 1953.  (ISBN 0-387-94055-3)
- J. L. Doob, Classical Potential Theory and Its Probabilistic Counterpart, Springer, 1984, 2001.  (ISBN 3-540-41206-9)

#### Quelques articles de Doob
- Conditional brownian motion and the boundary limits of harmonic functions, Bulletin de la Société mathématique de France, 85 (1957), p. 431-458.
- A non probabilistic proof of the relative Fatou theorem, Annales de l'Institut Fourier, 9 (1959), p. 293-300.
- Boundary properties of functions with finite Dirichlet integrals, Annales de l'institut Fourier, 12 (1962), p. 573-621.
- Limites angulaires et limites fines, Annales de l'institut Fourier, 13 no. 2 (1963), p. 395-415.
- Some classical function theory theorems and their modern versions, Annales de l'institut Fourier, 15 no. 1 (1965), p. 113-135.
- Erratum : « Some classical function theory theorems and their modern versions » Annales de l'institut Fourier, 17 no. 1 (1967), p. 469-469.
- Boundary approach filters for analytic functions, Annales de l'institut Fourier, 23 n° 3 (1973), p. 187-213.
- Stochastic process measurability conditions, Annales de l'institut Fourier, 25 no. 3-4 (1975), p. 163-176.